# Gouvernement Barrette
 (janvier 2025).
La mise en forme du texte ne suit pas les recommandations de Wikipédia : il faut le « wikifier ».
Les points d'amélioration suivants sont les cas les plus fréquents. Le détail des points à revoir est peut-être précisé sur la page de discussion.
- Les titres sont pré-formatés par le logiciel. Ils ne sont ni en capitales, ni en gras.
- Le texte ne doit pas être écrit en capitales (les noms de famille non plus), ni en gras, ni en italique, ni en « petit »…
- Le gras n'est utilisé que pour surligner le titre de l'article dans l'introduction, une seule fois.
- L'italique est rarement utilisé : mots en langue étrangère, titres d'œuvres, noms de bateaux, etc.
- Les citations ne sont pas en italique mais en corps de texte normal. Elles sont entourées par des guillemets français : « et ».
- Les listes à puces sont à éviter, des paragraphes rédigés étant largement préférés. Les tableaux sont à réserver à la présentation de données structurées (résultats, etc.).
- Les appels de note de bas de page (petits chiffres en exposant, introduits par l'outil «  Source ») sont à placer entre la fin de phrase et le point final[comme ça].
- Les liens internes (vers d'autres articles de Wikipédia) sont à choisir avec parcimonie. Créez des liens vers des articles approfondissant le sujet. Les termes génériques sans rapport avec le sujet sont à éviter, ainsi que les répétitions de liens vers un même terme.
- Les liens externes sont à placer uniquement dans une section « Liens externes », à la fin de l'article. Ces liens sont à choisir avec parcimonie suivant les règles définies. Si un lien sert de source à l'article, son insertion dans le texte est à faire par les notes de bas de page.
- La présentation des références doit suivre les conventions bibliographiques. Il est recommandé d'utiliser les modèles {{Ouvrage}}, {{Chapitre}}, {{Article}}, {{Lien web}} et/ou {{Bibliographie}}. Le mode d'édition visuel peut mettre en forme automatiquement les références.
- Insérer une infobox (cadre d'informations à droite) n'est pas obligatoire pour parachever la mise en page.

Pour une aide détaillée, merci de consulter Aide:Wikification.
Si vous pensez que ces points ont été résolus, vous pouvez retirer ce bandeau et améliorer la mise en forme d'un autre article.
| Gouvernement Sauvé | Gouvernement Sauvé | Gouvernement Sauvé | Gouvernement Barrette | Gouvernement Barrette | Gouvernement Barrette | Gouvernement Barrette | Gouvernement Lesage | Gouvernement Lesage | Gouvernement Lesage |
| 25e législature    | 25e législature    | 25e législature    | 25e législature       | 25e législature       | 25e législature       | 25e législature       | 26e législature     | 26e législature     | 26e législature     |
| 1959               | 1959               | 1959               | 1960                  | 1960                  | 1960                  | 1960                  | 1960                | 1960                | 1960                |

Le mandat du gouvernement d'Antonio Barrette, de l'Union nationale, devenu premier ministre du Québec à la suite de la mort de son prédécesseur Paul Sauvé, s'étendit du 8 janvier au 5 juillet 1960.

## Caractéristiques
Alors que Paul Sauvé avait succédé à Maurice Duplessis sans problème, Antonio Barrette est contesté par une partie de son caucus dès le début de son gouvernement. Il parvient malgré cela à mettre en place la plupart des réformes annoncées par Sauvé. Il institue une commission d'enquête sur l'assurance-hospitalisation, fait adopter un projet de loi créant le Code de la route et fait renaître le Conseil supérieur du Travail.
La campagne électorale du printemps s'engage cependant mal. L'Union nationale n'a pas de programme comme tel et les organisateurs de la campagne, Joseph-Damase Bégin et Gérald Martineau, laissent tomber leur chef. Barrette perd ses élections, mais les résultats sont tellement serrés (51 % de la population a voté pour les libéraux contre 47 % pour les unionistes) qu'on ne peut parler de victoire décisive pour Jean Lesage, le nouveau premier ministre.

## Chronologie
- 8 janvier 1960 : assermentation du cabinet Barrette devant le lieutenant-gouverneur, Onésime Gagnon.
- 13 janvier 1960 : Fernand Lizotte, député unioniste de L'Islet, conteste le leadership de son chef, alléguant que les députés n'ont pas été consultés quant à son choix.
- 9 février 1960 : dépôt du projet de loi sur l'instruction publique, donnant le pouvoir d'imposition aux commissions scolaires.
- Mars 1960 : le Conseil supérieur du travail est remis en place. Son principal but est de fournir un Code du travail au Québec.
- 27 avril 1960 : Antonio Barrette déclenche des élections générales pour le 22 juin.
- 22 juin 1960 : le Parti libéral de Jean Lesage remporte les élections, mettant fin à 15 ans de règne de l'Union nationale. 50 candidats libéraux sont élus contre 44 unionistes. Les ministres Antoine Rivard, John Bourque et Jacques Miquelon perdent leur siège.

## Composition
Composition le 8 janvier 1960 :

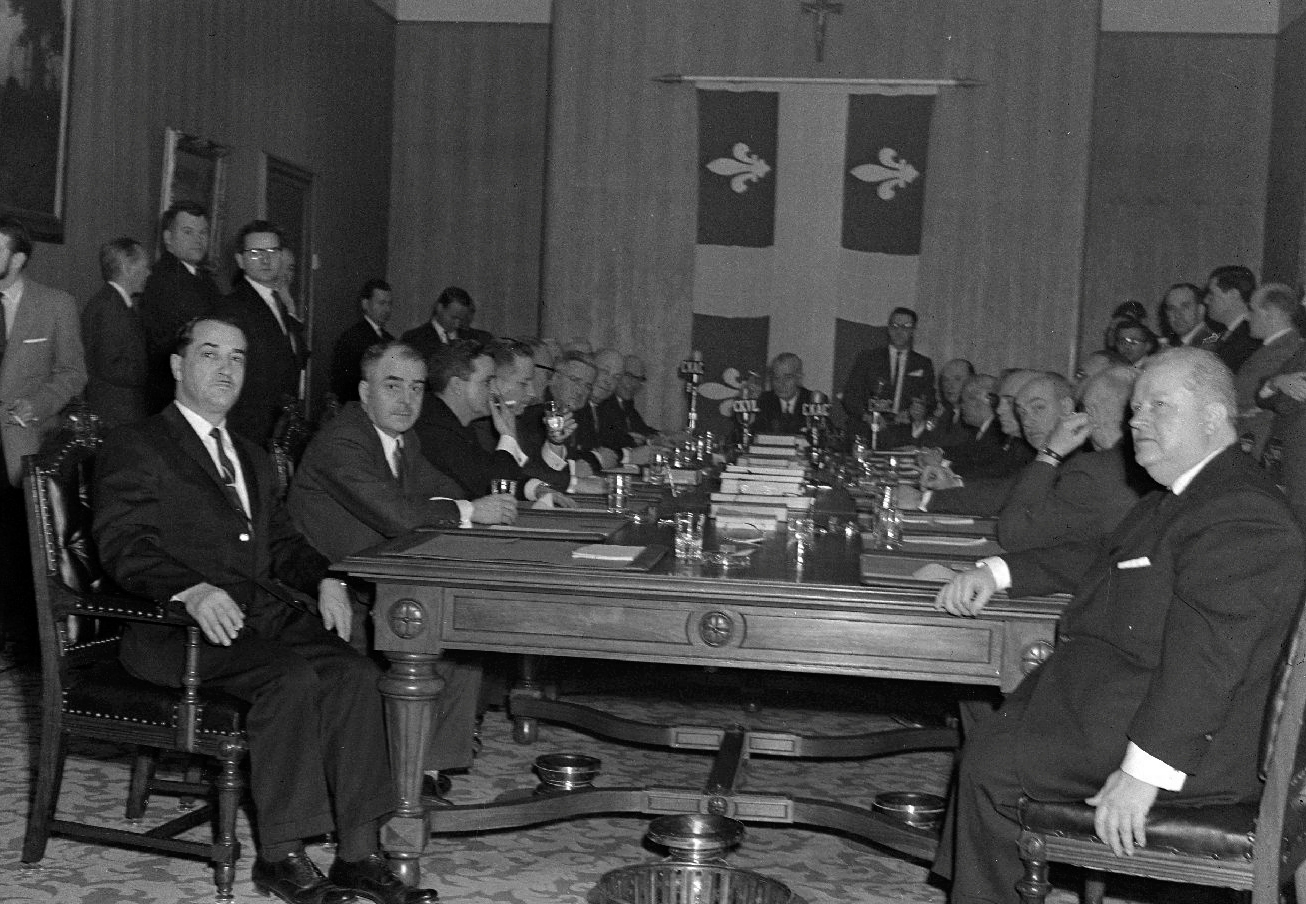
Assermentation d'Antonio Barrette à titre de premier ministre du Québec, à l'Assemblée nationale, rue des Parlementaires à Québec. Le lieutenant-gouverneur du Québec, Onésime Gagnon, le ministre des Terres et Forêts, Jean-Jacques Bertrand, ainsi que les membres du cabinet sont réunis pour l'occasion.

- Antonio Barrette : premier ministre, ministre du Travail
- John Bourque : ministre des Finances
- Yves Prévost : secrétaire provincial.
- Antoine Rivard : procureur général, ministre des Transports et des Communications
- Laurent Barré : ministre de l'Agriculture
- Joseph-Damase Bégin : ministre de la Colonisation
- Camille Pouliot : ministre de la Chasse et des Pêcheries
- William Cottingham : ministre des Mines
- Jean-Jacques Bertrand : ministre de la Jeunesse et du Bien-Être social
- Daniel Johnson : ministre des Ressources hydrauliques
- Antonio Talbot : ministre de la Voirie
- Roméo Lorrain : ministre des Travaux publics
- Paul Dozois : ministre des Affaires municipales
- Jean-Paul Beaulieu : ministre de l'Industrie et du Commerce
- Jacques Miquelon : ministre des Terres et Forêts
- Arthur Leclerc : ministre de la Santé
- Antonio Élie : ministre d'État (sans portefeuille)
- Wilfrid Labbé : ministre d'État (sans portefeuille)
- Gérard Thibeault : ministre d'État (sans portefeuille)
- Maurice Bellemare : ministre d'État (sans portefeuille)
- Maurice-Tréflé Custeau : ministre d'État (sans portefeuille)
- Armand Maltais : ministre d'État (sans portefeuille)

Il n'y eut aucune modification à la composition de ce gouvernement au cours de son mandat.